# Auraicept na n-Éces

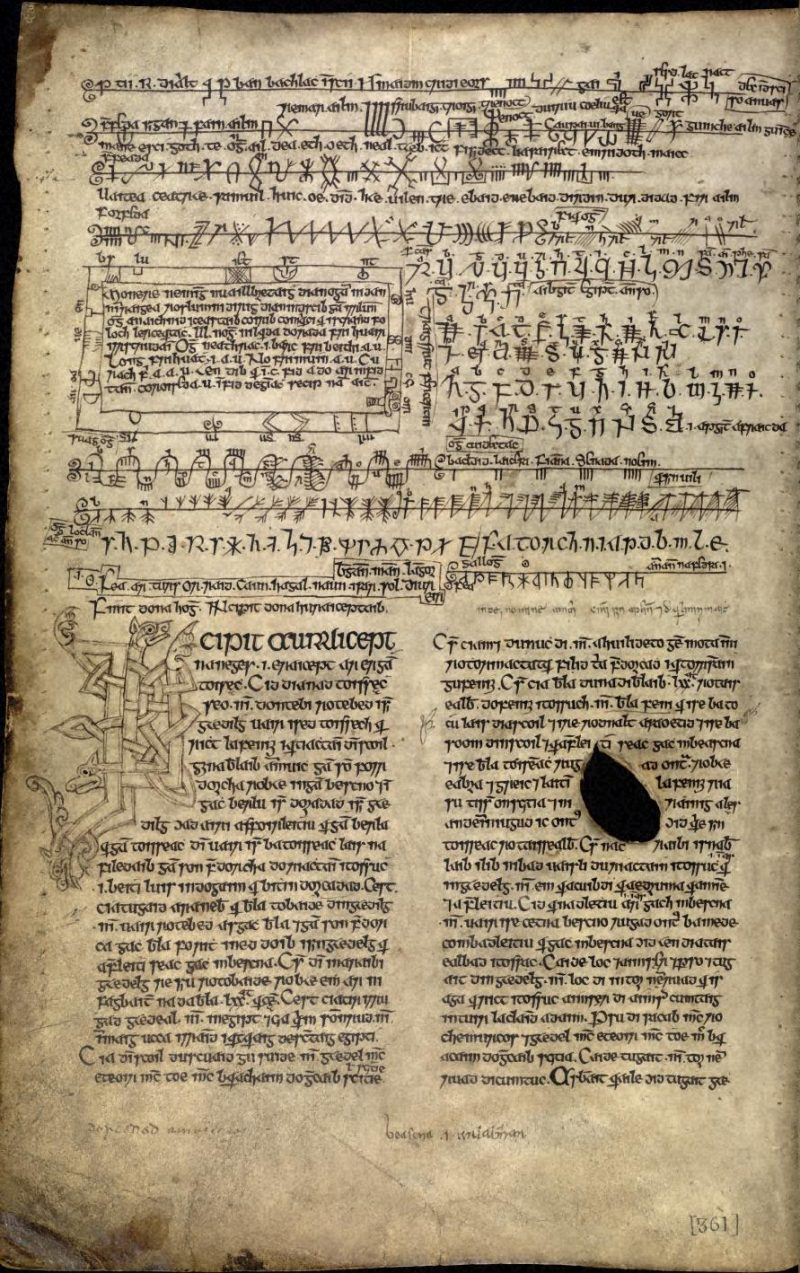
Folha 170v do Livro de Ballymote, incipit do Auraicept na n-Éces.

Auraicept na n-Éces (em português:  "a cartilha dos eruditos") é uma suposta obra do século VII de gramáticos irlandeses, atribuída a um erudito chamado Longarad.
O núcleo do texto de fato pode datar a meados do século VII, mas parte substancial do material teria sido interpolada até a mais antiga versão sobrevivente do texto, do século XII. Se a data estiver certa, trata-se da primeira instância de uma defesa extensiva dos vernáculos, defendendo o uso do irlandês sobre o do latim, predatando em séculos o De vulgari eloquentia de Dante (defesa dos vernáculos ocidentais sobre o latim) e o O pismeneh de Chernorizets Hrabar (defesa do eslavônico sobre o grego).

## Manuscritos
1. TCD H 2.18. (Livro de Leinster), c. 1160
2. TCD H 2.16. (YBL), século XIV
3. RIA 23 P 12 (Livro de Ballymote), foll. 169r–180r, ca. 1390
4. BM E.g. 88, 1564